# Kostel Nejsvětější Trojice (Drahobudice)
Kostel Nejsvětější Trojice v Drahobudicích je připomínán již roku 1352 jakožto farní. Zprávy o jeho podobě se nedochovaly s výjimkou toho, že byl velice starobylý s vysokou věží a že v něm byla veliká kamenná křtitelnice, která byla při stavbě nového kostela roku 1753 zazděna do zdiva za nynějším hlavním oltářem, na základní kámen. Z dlažby starého kostela se dochovaly čtyři náhrobní kameny z 16. století, s nápisy a erby pánů Beřkovských ze Šebířova a pánů Koplířů. Tyto kameny byly vsazeny při přestavbě kostela roku 1753 do hřbitovní zdi, kde jsou dodnes.

## Historie

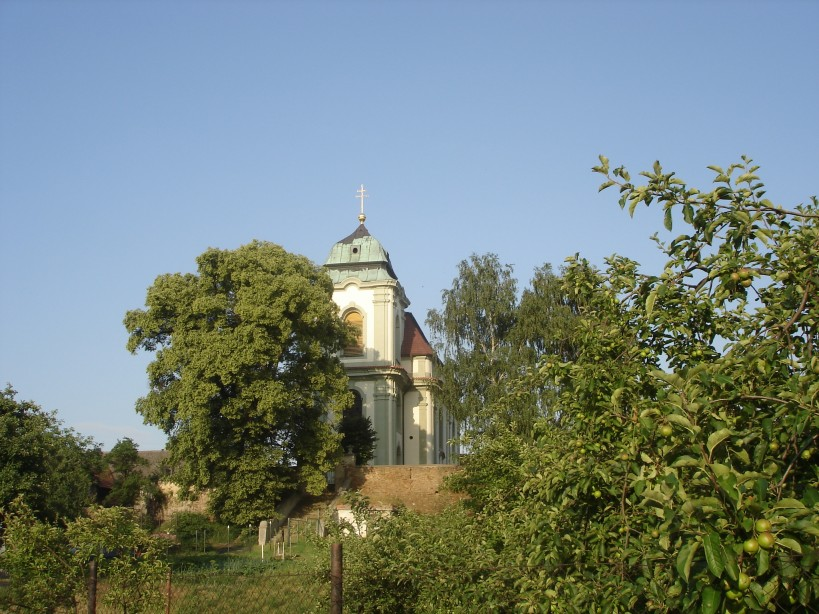
Kostel Nejsvětější trojice v Drahobudicích

Z nejstarší doby jsou známi plebáni (venkovští faráři): Mikuláš do roku 1354, Matěj, Jindřich do roku 1375, Mikuláš do roku 1379, Jan z Hradiště do roku 1404, Velík, dříve oltářník v Českém Dvoře, do roku 1408.
Jan Jiří Hillebrand, rytíř z Brandau, který koupil panství Bečváry od hraběte Brédy, dal roku 1753 chatrný kostel drahobudický úplně zbořit a nechal vystavět nynější kostel na vlastní náklady, v barokním slohu. Kostel stavěl italský stavitel Ignác Jan Nepomuk Palliardi. Stavba neměla jako nyní střechu šindelovou, ale byla krytá taškami, přímo položenými na klenbu jako je tomu u márnice na hřbitově. Dne 20. října 1754 byl kostel vysvěcen. Krytina se však neosvědčila. Klenba zamokala a pukala, a proto byla roku 1778 pořízena podezdívka, nová vazba a nad ní nová, lehčí šindelová krytina.
Kostel je jednoduchou stavbou s věží na západním průčelí. Stěny jsou hladké, rohy zaoblené. Kostel je zastřešen mansardovou střechou. Hlavní vchod je z věže, dva vchody vedlejší jsou v bocích chrámové lodi. Uvnitř lodi je presbytář, ve kterém je namalovaný baldachýnovitý hlavní oltář a zavěšen obraz Nejsvětější Trojice. V dlažbě je náhrobní kámen Marie Anny z Brandau, která roku 1761 zemřela ve věku tří let na neštovice. Latinský nápis zní: Hie avo dominante, patre praevolante, matre lamentante, quie dominem innocentem, Mariam Annam, de Prandau nondum triennem variolis opressam Libitina sepelivit, anno 18. Septembris 1761.

## Kostelní zvony v Drahobudicích
Kostel míval před 1. světovou válkou čtyři zvony, jejich krásný hlas byl v okolí dobře znám. Vojenské rekvizici však padly za oběť tři zvony: jeden o váze 202 kg, ulitý roku 1764 Antonínem Frankem, jeho jméno bylo Sv. Jan, dále druhý, bez jména a nápisu, asi 120kg váhy, ulitý Karlem Belimannem roku 1830, a umíráček o váze 40 kg.
Zůstal pouze největší a nejpamátnější zvon Nejsvětější Trojice, o váze 260 kg, ulitý 1504 zvonařem Ondřejem Plačkem. Má latinský nápis. Hned po 1. světové válce byl opatřen ještě jeden menší zvonek, jehož váha činí 28 kg, ulitý byl roku 1716.

## Kostelní varhany
Varhany pocházejí z roku 1898. Kvůli rekvizici cínových píšťal roku 1916 staré varhany, špatně hrající, umlkly nadobro. 1. světová válka kostelu velmi ublížila. V roce 1927 do něj byly zakoupeny varhany nové. Jedním pramenem finanční pomoci byla dobrovolná sbírka mezi majetnějšími katolickými obyvateli. Do konce druhé světové války se historie kostela nemění.
S příchodem roku 1948, kdy nastoupila k moci komunistická strana, nastal velký úpadek kostela. Byl opravován jen z nutnosti, a to v letech 1969-1973.
Po roce 1989 byl kostel navrácen církvi. V roce 1991 proběhla velká rekonstrukce, kterou však zmařil požár, který vypukl 21. října 1992, kdy vinou stavební firmy začala hořet střecha. Škoda byla vyčíslena na 2,5 mil. Kč. Voda, kterou byl kostel hašen, poškodila jak výzdobu tak výbavu kostela. Od té doby se oprava táhne do dnešních dnů.

### Program záchrany architektonického dědictví
V rámci Programu záchrany architektonického dědictví bylo v letech 1995-2014 na opravu památky čerpáno 10 620 000 Kč.
| rok    | 2001  | 2002  | 2003  | 2004 | 2005  | 2006 | 2007 | 2008 | 2009 | 2010 | 2011 | 2012 | 2013 | 2014 |
| ------ | ----- | ----- | ----- | ---- | ----- | ---- | ---- | ---- | ---- | ---- | ---- | ---- | ---- | ---- |
| částka | 1 200 | 1 100 | 1 200 | 800  | 1 000 | 780  | 770  | 695  | 550  | 425  | 630  | 420  | 400  | 650  |